# Hugo Friedhofer
Hugo Wilhelm Friedhofer (ur. 3 maja 1901 w San Francisco, zm. 17 maja 1981 w Los Angeles) – amerykański kompozytor muzyki filmowej pochodzenia niemieckiego. Syn wiolonczelisty wykształconego w Dreźnie. 
Jeden z wiodących kompozytorów muzyki pracujących w Hollywood w latach 30.-50. Twórca muzyki do blisko 300 filmów fabularnych.
Laureat Oscara za najlepszą muzykę do dramatu Najlepsze lata naszego życia (1946) w reżyserii Williama Wylera. Był dziewięciokrotnie nominowany do tej nagrody, m.in. za muzykę do filmów Kobieta w oknie (1944), Joanna d'Arc (1948) czy Niezapomniany romans (1957).